# Alfredo Mayo
Alfredo Mayo (eigtl. Alfredo Fernández Martínez; * 17. Mai 1911 in Barcelona; † 19. Mai 1985 in Palma) war ein spanischer Schauspieler.

## Leben
Mayo begann in seiner Heimatstadt mit einem Medizinstudium, welches er jedoch nach drei Jahren abbrach; anschließend absolvierte er seine Militärzeit. Danach ließ er sich bei Ernesto Vilches zum Schauspieler ausbilden, erhielt erste Rollen auf der Bühne und recht schnell im Film. Bereits 1936 hatte er seine erste Hauptrolle in Las tres gracias über den portugiesischen Dichter Bocage.
Während des spanischen Bürgerkrieges diente er bei der Luftwaffe. Nach dem Ende des Krieges wurde Mayo zum beliebtesten spanischen Leinwandstar, der in den zehn Jahren bis 1950 etwa 30 Filme drehte. In der folgenden Dekade entwickelte er sich zum Charakterdarsteller, die zu zahlreichen Filmen in europäischen Produktionen führte; v. a. in den Hoch-Zeiten des Genrekinos von 1960 bis zur Mitte der 1970er Jahre. Bis zu seinem Tod blieb Mayo aktiv, wobei er auch in Fernsehserien zu sehen war. Seine Filmografie umfasst fast 180 Titel.

## Preise
- 1966: Círculo de Escritores Cinematográficos für Die Jagd
- 1969: Círculo de Escritores Cinematográficos für Tödliche Eifersucht
- 1973: Sindicato Nacional del Espectáculo für Ein Toter lacht als letzter

## Filmografie (Auswahl)
- 1959: Die Legionen des Cäsaren (Le legioni di Cleopatra)
- 1961: Die Liebe ist ein seltsames Spiel (Cariño mío)
- 1963: 55 Tage in Peking (55 Days at Peking)
- 1963: Marschier oder krepier (Marcia o crepa)
- 1964: Cyrano und d’Artagnan (Cyrano et d'Artagnan)
- 1964: I magnifici Brutos del West
- 1965: Il piombo e la carne
- 1966: Mike Murphy 077 gegen Ypotron (Agente Logan missione Ypotron)
- 1969: Pfefferminz Frappe (Peppermint Frappé)
- 1970: Arriva Garringo (Reza por tu alma… y muere)
- 1972: Un dólar de recompensa
- 1972: Monta in sella, figlio di…
- 1972: Ruf der Wildnis (The Call of the Wild)
- 1973: Der scharlachrote Buchstabe
- 1973: Fäuste – Bohnen und… Karate! (Storia di karatè, pugni e fagioli)
- 1973: Vier Teufelskerle (Campa carogna… la taglia cresce)
- 1978: Manaos – Die Sklaventreiber vom Amazonas (Manaos)
- 1978: Unheimliche Begegnung in der Tiefe (Incontri con gli umanoidi)